# Лаго-Ранко (коммуна)
Лаго-Ранко (исп. Lago Ranco) — посёлок в Чили. Административный центр одноимённой коммуны. Население — 2205 человек (2002).   Посёлок и коммуна входит в состав провинции Ранко  и области Лос-Риос .
Территория коммуны —  1.763,30  км². Численность населения — 9.858  жителей (2007). Плотность населения — 5,59 чел./км².

## Расположение
Посёлок расположен в 84 км на юго-восток от административного центра области города Вальдивия и в 51 км на восток от административного центра провинции  города  Ла-Унион.
Коммуна граничит:
- на севере — c коммуной Футроно
- на востоке — с провинцией Неукен  (Аргентина)
- на юге — c коммуной  Рио-Буэно
- на западе — c коммуной  Ла-Унион

## Демография
Согласно сведениям, собранным в ходе переписи Национальным институтом статистики,  население коммуны составляет 9.858  человек, из которых 5.143  мужчины и 4.715  женщин.
Население коммуны составляет 2,64 % от общей численности населения области Лос-Риос. 73,42 %  относится к сельскому населению и 26,58 % — городское население.